# 天地图
天地图是中华人民共和国自然资源部主管，国家基础地理信息中心负责建设的国家地理信息公共服务平台基于互联网的公众版，于2010年10月21日开通，2011年1月18日宣布正式上线。

## 功能
“天地图”以门户网站和服务接口两种形式提供服务。前者通过网页进行地图浏览，和进行地名搜索定位、距离和面积量算、兴趣点标注、屏幕截图打印等操作；后者则提供地理信息服务资源，供商业地图网站进行专题信息加载、增值服务功能开发。2020年起，使用后者需注册开发者账号，且有配额限制。
天地图由主节点、分节点和信息基地组成。三级节点分别依托国家、省（区）、市（县）地理信息服务机构建设和运行。各个节点有自己的域名，于2018年到2020年逐步统一了域名格式、门户界面样式和实现了数据联动更新。

## 數據

### 坐标系
天地图使用CGCS2000坐标系。

### 种类
天地图提供矢量、影像、地形、三维四种底图，和多种专题图层。
- 矢量地图

矢量地图，即普通电子地图。天地图提供覆盖全球范围的1:100万矢量数据，和覆盖全中国范围的1：25万公众版地图数据、导航电子地图数据。
- 影像地图

影像地图，即利用航空像片或卫星遥感影像，通过几何纠正、投影变换等算法生成的能够直接反映地表状况的地图。天地图提供覆盖全球范围的500米分辨率卫星遥感影像，覆盖全中国范围的15米和2.5米分辨率卫星遥感影像，覆盖全国300多个地级以上城市的0.6米分辨率卫星遥感影像。截至2021年，优于1米分辨率影像覆盖总面积648万平方公里，占全国陆地国土面积的67%。
- 地形地图

地形图，指应用阴影原理，以色调的阴暗、冷暖变化表现地形立体起伏的地图。
- 三维地图

三维地球，即以地理坐标为依据的、具有多分辨率的海量数据和三维显示的虚拟地球。
- 专题图层

## 批评与争议
天地图自推出以来就不断地被与竞争对手Google Maps做比较，其中三维地图被指出与Google Earth的界面十分雷同。

## 改进
天地图自上线以来饱受诟病，而2013版比上一版整体性能提升近5倍，并开通了英文频道、综合信息服务频道、三维城市服务频道，更新了手机地图。
2021年，天地图推出2021版，新增基于矢量动态渲染的无级缩放高清地图；推出了调整功能按钮布置和和地图配图样式的新版地图网站和搜索服务，新增叠加显示“专题图层”和第三方地理信息的功能；推出了移动端网页版在线地图频道。